# Solar neutrino unit
Le solar neutrino unit (abréviation SNU, parfois snu) est une unité de mesure non reconnue par le Système international d'unités destinée à décrire le taux d'événements captés par un détecteur de neutrinos émis par le Soleil.
Les neutrinos sont des particules n’interagissant que très peu avec la matière. Les détecteurs de neutrinos doivent donc comprendre une quantité extrêmement importante de matière pour espérer un taux d'événements de quelques unités par jour. Par exemple, une expérience comme GALLEX comprenait 30 tonnes de réactif (du gallium), soit environ 2,5 × 1029 atomes, et détectait de l'ordre d'une interaction par jour entre un neutrino et un atome de gallium.
Pour rendre compte proprement de ce très faible taux d'événement, le SNU a été introduit. Il correspond à 10−36 capture de neutrino par atome et par seconde. Pour l'expérience GALLEX, cela correspond à quelques dizaines de SNU.